# 日本火腿
日本火腿（英語：Nipponham Group；東證1部：2282），是总部位于日本大阪市，火腿、香肠製造公司。这也是著名的北海道日本火腿鬥士棒球队的母公司。

## 沿革
- 1943年，大社義規在德島縣德島市成立「德島食肉加工場」。
- 1951年成立公司，名稱為「德島火腿」。
- 1963年（昭和38年）與「鳥清火腿」（舊鳥清畜産工業）合併，改稱「日本火腿」，總部移往大阪。
- 1968年，總部設在大阪市中央區。
- 1973年：
  - 市佔率成為業界冠軍。
  - 從不動產公司日拓房屋收購職棒球隊日拓飛人（日拓ホームフライヤーズ），更名為日本火腿鬥士。
- 1985年（昭和60年）推出熱門商品。之後連續17年為業界冠軍。
- 出資職業足球J聯盟的大阪櫻花（セレッソ大阪）。
- 2002年（平成14年），相關企業爆發「假牛肉事件」（牛肉偽装事件）。創業家族辭職。
- 2005年（平成17年），形象人物「Hamrins」登場。
- 2005年（平成17年）4月27日，創始人大社義規去世。享年91歲。
- 2012年（平成24年）8月15日，本社移往大阪市北區梅田2-4-9的BREEZÉ TOWER。

日本火腿旗下，包括日本火腿鬥士、大阪櫻花在內約有90間相關企業。

## 贊助節目
2013年4月
- 關8比賽中與お願い!ランキング GOLD等星期六晚上八點的兩小時特別節目（朝日電視台）
- ごごネタ!（CBC製作、TBS系列）
- RKKワイド夕方いちばん（RKK熊本放送、2013年4月起週二至週三16時的節目贊助商）

## 外部連結
- 日本火腿公司官方網站 （页面存档备份，存于）